# Grovbladig gråbo
Grovbladig gråbo (Artemisia argyi) är en flerårig ört art i släktet malörter och familjen korgblommiga växter. Den beskrevs av Augustin Abel Hector Léveillé och Eugène Vaniot.

## Beskrivning
Arten är en upprätt, gråaktig ört, omkring meterhög, med korta grenar och krypande jordstam. Bladen är flikiga med tjock behåring undertill och glesare ovanpå. Blommorna är gula och nickande. Hela växten är starkt aromatisk.

## Utbredning
Grovbladig gråbo förekommer ursprungligen i Kina, Korea, Mongoliet, Japan och östligaste Ryssland, i Amur oblast och Primorje kraj.

## Habitat
Denna malört är xerofil och växer på torra bergssluttningar, branta flodbanker, i utkanten av ekskogar, kustnära buskmarker, ödemark och längs vägar och järnvägar. Växten klarar sig bättre och blir mer aromatiska när den växer på mager torr mark.

## Användning
Arten har länge använts inom traditionell kinesisk medicin. Den används också som smak- och färgsättare inom det kinesiska köket.